# Orange County Choppers
La Orange County Choppers, spesso abbreviata in OCC, è una fabbrica di motociclette custom, e di Chopper in piccola serie situata in Orange County, nello stato di New York. Fondata nel 1999 da Paul Teutul Senior e Paul Teutul Junior ha acquisito notorietà grazie al programma televisivo American Chopper, trasmesso dal 2002.
Le motociclette custom prodotte dall'azienda sono state commissionate da società di fama mondiale, tra cui Intel, Siemens, NASA, HP e Gillette.
Altre motociclette sono state prodotte come omaggio all'esercito americano, ai prigionieri di guerra, ai pompieri e alla guardia nazionale.
Le moto vengono costruite sul telaio Harley-Davidson e il suo caratteristico motore a V e sono realizzate a tema: troviamo la moto dedicata all'aviazione americana, all'Hard Rock Cafe o alla WWE.